# Automolius angustulus
Automolius angustulus är en skalbaggsart som beskrevs av Hermann Burmeister 1855. Automolius angustulus ingår i släktet Automolius och familjen Melolonthidae. Inga underarter finns listade.